# Calumia godeffroyi
Calumia godeffroyi is een  straalvinnige vissensoort uit de familie van grondels (Gobiidae). De wetenschappelijke naam van de soort is voor het eerst geldig gepubliceerd in 1877 door Günther en als eerbetoon vernoemd naar Johan Cesar Godeffroy.
De soort staat op de Rode Lijst van de IUCN als niet bedreigd, beoordelingsjaar 2009.